# Nederlandse Antillen op de Olympische Zomerspelen 1964
De Nederlandse Antillen nam deel aan de Olympische Zomerspelen 1964 in Tokio, Japan. Het was de derde deelname aan de Zomerspelen.
De vier olympiërs namen deel bij het gewichtheffen en het schermen. Hector Curiel en Rudy Monk namen voor de tweede keer deel, Fortunato Rijna en Jan Boutmy debuteerden.

## Deelnemers & Resultaten
(m) = mannen, (v) = vrouwen 
| Sport         | Olympiër (deelname) | Discipline                         | Resultaat | Prestatie |
| ------------- | ------------------- | ---------------------------------- | --------- | --- |
| Gewichtheffen | Hector Curiel (2)   | bantamgewicht (tot 56 kg) (m)      | 19e       | 300,0 kg (drukken 85 / trekken 90 / stoten 125,0) |
| Gewichtheffen | Rudy Monk (2)       | lichtgewicht (tot 67,5 kg (m)      | 17e       | 350 (drukken 120 / trekken 100 / stoten 130) |
| Gewichtheffen | Fortunato Rijna (1) | lichtzwaargewicht (tot 82,5 kg (m) | 14e       | 410,0 kg (drukken 132,5 / trekken 117,5 / stoten 1460,0) |
| Schermen      | Jan Boutmy (1)      | sabel (m)                          | 1e ronde  | 1R: verloor van Jerzy Pawłowski (POL) 1R: verloor van Eugene Hamori (USA) 1R: verloor van Cesare Salvadori (ITA) 1R: verloor van Octavian Vintila (ROM) 1R: won van The Nguyen Loc (VIE) 1R: won van Ronme Therseira (MAS) |

Afghanistan · Algerije · Argentinië · Australië · Bahama's · België · Bermuda · Birma · Bolivia · Brazilië · Brits-Guiana · Bulgarije · Cambodja · Canada · Ceylon · Chili · Colombia · Congo-Brazzaville · Costa Rica · Cuba · Denemarken · Dominicaanse Republiek · Duits eenheidsteam · Ethiopië · Filipijnen · Finland · Frankrijk · Ghana · Griekenland · Groot-Brittannië · Hongarije · Hongkong · Ierland · IJsland · India · Irak · Iran · Israël · Italië · Ivoorkust · Jamaica · Japan · Joegoslavië · Kameroen · Kenia · Libanon · Liberia · Libië · Liechtenstein · Luxemburg · Madagaskar · Maleisië · Mali · Marokko · Mexico · Monaco · Mongolië · Nederland · Nederlandse Antillen · Nepal · Nieuw-Zeeland · Niger · Nigeria · Noord-Rhodesië · Noorwegen · Oeganda · Oostenrijk · Pakistan · Panama · Peru · Polen · Portugal · Puerto Rico · Roemenië · Senegal · Sovjet-Unie · Spanje · Taiwan · Tanganyika · Thailand · Trinidad en Tobago · Tsjaad · Tsjecho-Slowakije · Tunesië · Turkije · Uruguay · Venezuela · Verenigde Arabische Republiek · Verenigde Staten · Vietnam · Zuid-Korea · Zuid-Rhodesië · Zweden · Zwitserland